# اومنیا
اومنیا (به ایتالیایی: Omegna) یک کومونه در ایتالیا است که در استان وربانو-کوزیو-اوسولا واقع شده‌است.

## خصوصیات
اومنیا ۳۰٫۷۸ کیلومترمربع مساحت و ۱۵٬۵۹۱ نفر جمعیت دارد و ۲۹۵ متر بالاتر از سطح دریا واقع شده‌است.

## خواهرخوانده
شهر لودی، لمباردی خواهرخواندهٔ اومنیا هست.